# Équipe d'Allemagne féminine de handball
Cet article traite de l'équipe féminine. Pour l'équipe masculine, voir Équipe d'Allemagne masculine de handball.
Maillots
Dernière mise à jour : 15 février 2019.
L'équipe d'Allemagne féminine de handball représente la Fédération allemande de handball (DHB) lors des compétitions internationales, notamment aux Jeux olympiques et aux championnats du monde.
Cette sélection a disputé le Championnat d'Europe féminin de handball 2006 et le Championnat du monde 2007. Lors du tournoi de qualification olympique disputé à Leipzig du 28 au 30 mars 2008, l'équipe allemande, après 3 victoires contre la Suède, la Croatie et Cuba, s'est qualifiée pour les Jeux olympiques de Pékin. Ceux-ci ont été une déception pour l'Allemagne, qui a terminé seulement à la 11e place de la compétition. Toutefois, lors de l'Euro disputé en décembre 2008, la sélection allemande redore son blason en terminant à la 4e place.
Le 22 janvier 2009, Armin Emrich, qui était l'entraîneur de la sélection depuis février 2005, annonce qu'il quitte son poste de sélectionneur, invoquant des raisons personnelles. Le 7 avril 2009, Rainer Osmann est désigné pour lui succéder à la tête de l'équipe.

## Palmarès
Jeux olympiques
- 4e place aux Jeux olympiques de 1984 de Los Angeles et 1992 de Barcelone

Championnat du monde
- médaille d'or au championnat du monde 1993
- médaille de bronze aux championnats du monde 1965, 1997, 2007

Championnat d'Europe
- médaille d'argent au championnat d'Europe 1994
- 4e place aux championnats d'Europe 1996, 2006 et 2008

Championnat du monde à onze
- médaille d'argent au championnat du monde 1956
- médaille de bronze au championnat du monde 1960

## Effectif actuel
L'effectif de l'équipe Jeux olympiques de 2024 est :

## Statistiques individuelles

### Nombre de sélections
| Rang | Joueuse          | Matchs | Date de début    | Date de fin      | Titres remportés         |
| ---- | ---------------- | ------ | ---------------- | ---------------- | ------------------------ |
| 1    | Grit Jurack      | 306    | 23 janvier 1996  | 7 octobre 2012   |                          |
| 2    | Michaela Erler   | 285    | -                | -                | Championne du monde 1993 |
| 3    | Anna Loerper     | 246    | 14 octobre 2005  | 6 juin 2018      |                          |
| 4    | Silvia Schmitt   | 245    | -                | -                |                          |
| 5    | Anja Althaus     | 243    | 5 avril 2002     | 13 juin 2015     |                          |
| 6    | Andrea Stolletz  | 227    | -                | -                |                          |
| 7    | Stefanie Melbeck | 223    | 29 avril 1998    | 14 décembre 2008 |                          |
| 8    | Kathrin Blacha   | 222    | 21 octobre 1995  | -                |                          |
| 8    | Clara Woltering  | 222    | 22 novembre 2003 | 10 décembre 2017 |                          |
| 10   | Dagmar Stelberg  | 219    | -                | -                |                          |
| 11   | Petra Platen     | 208    | -                | -                |                          |

### Nombre de buts marqués
| Rang | Joueuse                | Buts | Matchs | Moyenne | Date de début    | Date de fin      | Titres remportés         |
| ---- | ---------------------- | ---- | ------ | ------- | ---------------- | ---------------- | ------------------------ |
| 1    | Grit Jurack            | 1581 | 306    | 5,17    | 23 janvier 1996  | 7 octobre 2012   |                          |
| 2    | Dagmar Stelberg        | 832  | 219    | 3,80    | -                | -                |                          |
| 3    | Bianca Urbanke-Rösicke | 775  | 203    | 3,82    | -                | -                | Championne du monde 1993 |
| 4    | Silvia Schmitt         | 751  | 245    | 3,07    | -                | -                |                          |
| 5    | Nadine Krause          | 741  | 188    | 3,80    | 23 novembre 1999 | 9 septembre 2014 |                          |
| 6    | Michaela Erler         | 690  | 285    | 2,42    | -                | -                | Championne du monde 1993 |
| 7    | Elena Leonte           | 530  | 95     | 5,58    | -                | -                |                          |
| 8    | Anja Althaus           | 527  | 243    | 2,17    | 5 avril 2002     | 13 juin 2015     |                          |
| 9    | Stefanie Melbeck       | 483  | 223    | 2,17    | 29 avril 1998    | -                |                          |
| 10   | Kathrin Blacha         | 435  | 222    | 1,96    | 21 octobre 1995  | -                |                          |

### Autres joueuses célèbres
- Franziska Heinz
- Waltraud Kretzschmar
- Christine Lindemann
- Kristina Richter

## Sélectionneurs
La liste des sélectionneurs (de) est :
- Fritz Fromm : de 1952 à 1953
- Hans Geilenberg : de 1954 à 1967
- Helmut Torka : de 1967 à 1971
- Volker Schneller : de 1972 à 1974
- Werner Vick : de 1974 à 1981
- Gerd Tschochohei : de 1981 à 1983
- Ekke Hoffmann : de 1983 à 1988
- Ulrich Weiler : de 1988 à 1990
- Heinz Strauch : de 1991 à 1992
- Lothar Doering (de) : de 1992 à 1994
- Ingolf Wiegert (de) : de 1994 à 1995
- Ekke Hoffmann (2) : de 1995 à 1999
- Lothar Doering (de) (2) : en 1999
- Dago Leukefeld : de 2000 à 2001
- Leszek Krowicki : en 2001
- Ekke Hoffmann (3) : de 2001 à 2004
- Armin Emrich (de) : de 2005 à 2009
- Rainer Osmann : de 2009 à 2011
- Heine Jensen : de 2011 à 2014
- Jakob Vestergaard (de) : de 2015 à 2016
- Michael Biegler : de 2016 à 2017
- Henk Groener : de 2018 à 2022
- Markus Gaugisch (de) : depuis 2022